# Kalachakratantra
De Kalachakratantra is een Tibetaans geschrift (tantra) dat als primaire basis dient voor enkele Tibetaanse astrowetenschappen, waaronder de Tibetaanse astrologie en voor een deel de Tibetaanse astronomie. Kalachakra verwijst naar het levenswiel in het boeddhisme en tantra verwijst naar de rituele praktijk uit de Veda's die van Indiase oorsprong zijn.

## Oorsprong

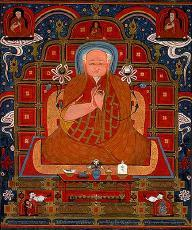
Phagspa

De Kalachakratantra zou gebaseerd zijn op een visioen die de derde karmapa, de belangrijkste spirituele leider van de karma kagyüorde binnen de kagyüschool van het Tibetaans boeddhisme in het jaar 1318.
Volgens een andere lezing is het een vertaling in de tweede helft van de 11e eeuw die het begin markeerde van een volledige verandering van de Tibetaanse kalender. Het eerste hoofdstuk van het werk bevatte onder meer een beschrijving van een Indiase astronomische kalender, de weergave van de berekeningen van de lengte van de banen van de Zon, Maan, en de planeten Mars, Mercurius, Jupiter, Venus en Saturnus, alsook de zons- als maansverduisteringen. Volgens de boeddhistische traditie werd de inhoud van de Kalachakratantra in de oorspronkelijke versie door Boeddha zelf onderwezen.
Evenwel ging er meer dan 200 jaar voorbij tot de kalender van de Kalachakratantra door de Tibetaanse geestelijke en heerser Phagspa in de tweede helft van de 13e eeuw werd gevestigd als de officiële Tibetaanse kalender. Hoewel deze kalender in de loop van de erop volgende eeuwen talrijke veranderingen onderging, behield de kalender het basiskarakter van een lunisolaire kalender van Indiase oorsprong.